# Alicja Maleszka
Alicja Maria Maleszka – polska ekonomistka, dr hab. nauk ekonomicznych, profesor Instytutu Nauk o Jakości  Uniwersytetu Ekonomicznego w Poznaniu, Wydziału Zarządzania i Marketingu Wyższej Szkoły Umiejętności Społecznych w Poznaniu, oraz Wyższej Szkoły Logistyki w Poznaniu.

## Życiorys
W 1973 uzyskała tytuł magistra w Wyższej Szkole Ekonomicznej w Poznaniu, w 1983 obroniła pracę doktorską Opracowanie metodyki ilościowego oznaczania kwasów chlorogenowych w produktach roślinnych, 27 kwietnia 1998 habilitowała się na podstawie pracy zatytułowanej Narzędzia sterowania jakością w polskiej gospodarce wolnorynkowej. 12 stycznia 2012 nadano jej tytuł profesora w zakresie nauk ekonomicznych.
Objęła funkcję profesora w  Wyższej Szkole Logistyki w Poznaniu, na Wydziale Zarządzania i Marketingu Wyższej Szkole Umiejętności Społecznych w Poznaniu, a także w Instytucie Nauk o Jakości na  Uniwersytecie Ekonomicznego w Poznaniu.
Piastowała stanowisko profesora nadzwyczajnego w Katedrze Chemii Ogólnej na Wydziale Towaroznawstwa Uniwersytetu Ekonomicznego w Poznaniu i profesora zwyczajnego Katedry Przyrodniczych Podstaw Jakości Wydziału Towaroznawstwa Uniwersytetu Ekonomicznego w Poznaniu.